# Klipa 10 złotych 1933 Jan III Sobieski
Klipa 10 złotych 1933 Jan III Sobieski – próbna moneta dziesięciozłotowa w formie kwadratowej klipy, z odwzorowaniem w centralnej części, okolicznościowej monety 10 złotych 1933 Jan III Sobieski. Podobnie jak pierwowzór, była wybita w celu upamiętnienia 250. rocznicę odsieczy wiedeńskiej.
Jest jedną z czterech klip monet okolicznościowych wybitych w okresie złotowym II Rzeczypospolitej (1924–1939).

## Awers
W centralnej części na awersie znajduje się awers pierwowzoru – godło, czyli orzeł w koronie, napisy: „RZECZPOSPOLITA POLSKA” oraz „10 ZŁOTYCH 10”, a pod łapą orła znak mennicy w Warszawie.

## Rewers
W centralnej części na rewersie znajduje się rewers pierwowzoru – prawy profil króla Jana III Sobieskiego, z prawej strony napis „JAN III SOBIESKI”, z lewej strony „1683–1933”, z lewej strony u dołu nazwisko projektanta oraz wypukły napis „PRÓBA”.

## Nakład
Monetę wybito w Mennicy Państwowej, w srebrze, na kwadracie o wymiarach 34,6 × 34,6 mm, masie 30 gramów, z rantem gładkim, według projektu Jana Wysockiego, w nakładzie 100 sztuk.

## Opis
Oś symetrii monety przechodzi przez przekątną kwadratu, na którym została wybita.
Jest to jedyna kolekcjonerska klipa II Rzeczypospolitej, na której został umieszczony wypukły napis „PRÓBA”, co było wymogiem dla monet nieobiegowych od 1925 r.
W katalogach podawana jest również informacja o istnieniu wersji z identycznymi rysunkami awersu i rewersu z tym, że oś symetrii monety przechodzi przez środek dwóch przeciwległych boków kwadratu, a nie wzdłuż jego przekątnej (srebro, wymiary 35 × 35 mm, masa 20,78 grama, nakład nieznany).
Na początku XXI w. wydawnictwo Nefryt wydało serię replik monet próbnych II Rzeczypospolitej, w tym również replikę klipy 10 złotych 1933 Jan III Sobieski. Wersja w srebrze tej repliki została wybita stemplem lustrzanym.

## Literatura
- Parchimowicz J.:Monety Rzeczypospolitej Polskiej 1919–1939, Nefryt, Szczecin, wydanie I, ISBN 978-83-87355-65-4